# Eric Burdon
Eric Victor Burdon, né le 11 mai 1941 à Newcastle dans le Northumberland, est un chanteur britannique de blues rock, qui a chanté avec les groupes The Animals et War.
Installé en Californie depuis 1967, Eric Burdon  est apparu dans plusieurs films, le plus souvent dans son propre rôle. Comme celle d'un autre musicien britannique, John Mayall, sa maison californienne a brûlé à la fin des années 1970, lui faisant perdre toutes ses archives musicales et personnelles.

## Biographie

### The Animals

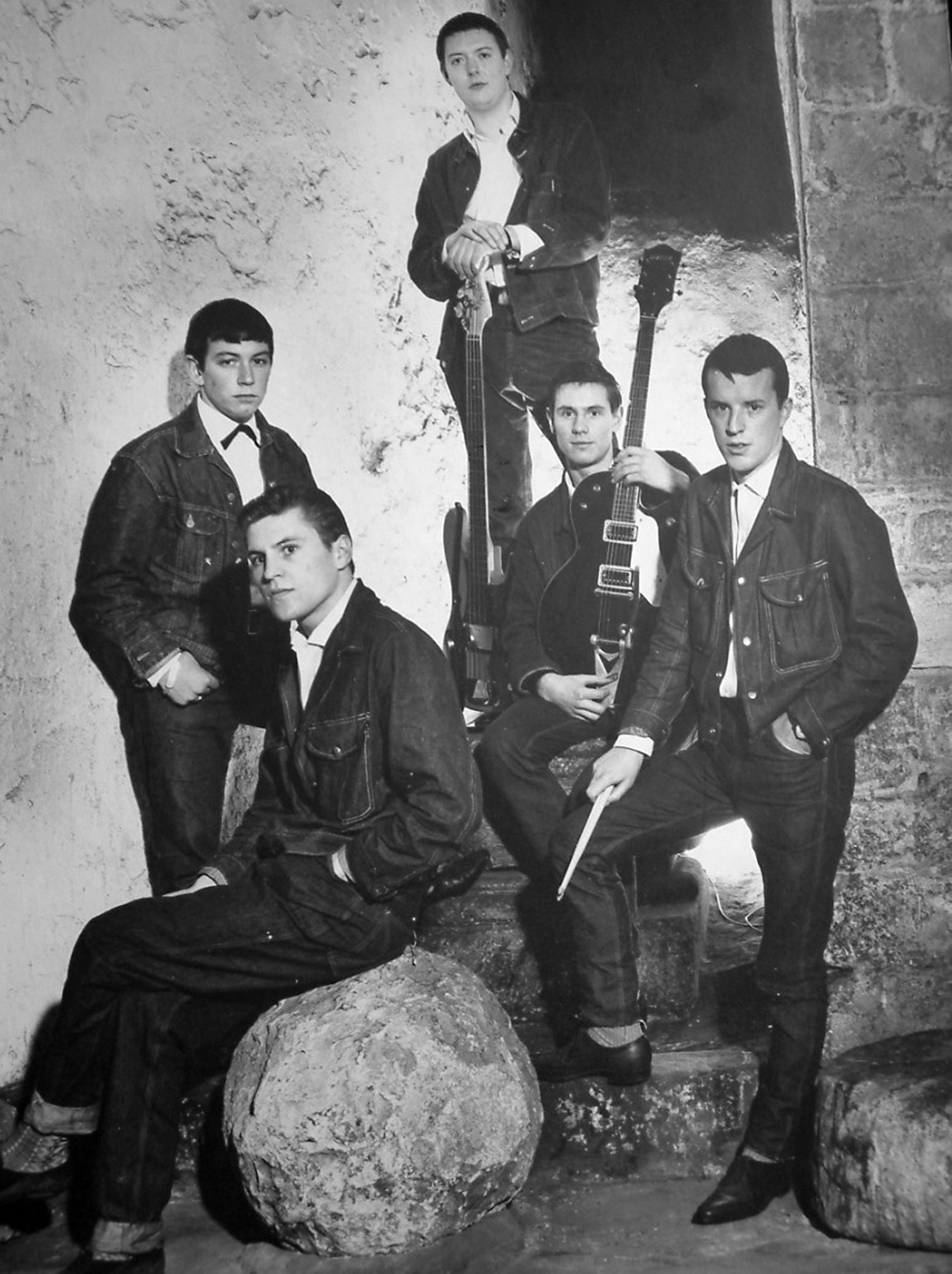
Eric Burdon (debout, au fond à gauche), et The Animals vers 1964.

Eric Burdon grandit dans une famille ouvrière de Newcastle. Durant son adolescence, attiré par le mouvement des Angry Young Men, il s'inscrit dans une école d'arts plastiques. Il y rencontre le batteur de jazz John Steel avec lequel il forme les Pagan Jazzmen. En 1962, l'organiste Alan Price rejoint le duo, puis le bassiste Chas Chandler et le guitariste Hilton Valentine. Ils appelent leur groupe The Animals , qui sort son premier single Baby Let me Take You Home en mars 1964, suivi en juin par son plus gros succès, une reprise du traditionnel The House of the Rising Sun, en s'inspirant de la version de Huddie William Ledbetter (Leadbelly), avec des arrangements claviers d'Alan Price. Le morceau se classe premier en Angleterre pendant une semaine, puis trois semaines durant aux États-Unis.
Après le départ de Price en mai 1965, Burdon change de musiciens pour former les New Animals en 1967, puis rejoint le groupe américain War en 1969. Fin 1966, les autres membres, dont le claviériste Alan Price et le batteur John Steel, quittent le groupe,. Burdon et le batteur Barry Jenkins (en) reforment le groupe sous le nom d'Eric Burdon and the Animals. Cette incarnation psychédélique fait participer le futur membre de Family John Weider et est surnommé Eric Burdon and the New Animals. Le claviériste Zoot Money se joint à eux en 1968 jusqu'à la séparation du groupe en 1969. Les chansons à succès du groupe incluent la ballade San Franciscan Nights, la chanson grunge–heavy metal When I Was Young, Monterey, l'hymne anti-guerre du Vietnam, Sky Pilot, White Houses, et la reprise progressive de Ring of Fire.
En 1967, Burdon épouse Angela King, qui le quitte un an plus tard pour Jimi Hendrix, et divorce d'avec Burdon.
Eric Burdon quitte le groupe en 1971 pour une carrière solo. War continue sans lui. Burdon reconstituera momentanément les Animals en 1975 et 1983. En 1977, le groupe publie l'album Before We Were So Rudely Interrupted. En mai 1983, The Animals se réunissent de nouveau et publient l'album Ark le 16 juin 1983, qui comprend les singles The Night et Love Is For All Time. Suit une tournée mondiale.
En 2016, Eric Burdon reforme The Animals avec Johnzo West (guitare/chant), Davey Allen (clavier/chant), Dustin Koester (batterie/chant), Justin Andres (guitare basse/chant), Ruben Salinas (saxophone/flute), et Evan Mackey (trombone).

### Carrière solo
Eric Burdon se lance en solo en 1971 avec The Eric Burdon Band, toujours dans un style musical orienté hard rock–heavy metal–funk. En août 1971, il enregistre l'album Guilty!, avec la participation de Jimmy Witherspoon, et d'Ike White du groupe San Quentin Prison. En 1973, le groupe joue au Reading Festival et traverse New York en 1974. En mai 1978, Burdon enregistre l'album Darkness Darkness au Roundwood House de County Laois, en Irlande, aux côtés du guitariste et chanteur Bobby Tench du The Jeff Beck Group. L'album est  publié en 1980. En janvier 1979, il change de groupe pour une tournée à Hambourg, en Allemagne, et aux Pays-Bas. Le 28 août 1982, The Eric Burdon Band, aux côtés de Red Young (clavier), joue au Rockpalast Open Air Concert de Lorelei, en Allemagne. Il tourne ensuite avec son projet solo de mars 1984 à mars 1985. En 1986, Burdon publie une autobiographie intitulée I Used To Be An Animal, But I'm Alright Now.
En mars 1979, il joue lors d'un concert à Cologne et change le nom de son groupe pour Eric Burdon's Fire Department dont la formation se compose de Jackie Carter de Silver Convention, Bertram Engel du Udo Lindenberg's Panik Orchester, et de Jean-Jaques Kravetz. En milieu 1980, ils enregistrent l'album The Last Drive. Eric Burdon's Fire Department tourne en Europe avec cette formation, aux côtés de Paul Millins et Louisiana Red en Espagne et en Italie. Le groupe se sépare en décembre 1980. En avril 1981, Christine Buschmann commence la réalisation du film Comeback (1982) avec Eric Burdon en vedette. Ils lancent un nouveau Eric Burdon Band, dont la formation se compose de Louisiana Red, Tony Braunagle et Terry Wilson (tous deux ex Back street crawler), John Sterling et Snuffy Walden. Le groupe enregistre des chansons live à Los Angeles. En 1996, avec la même formation augmentée de saxophonistes et de claviéristes, il publie un album studio, Beast of Burdon, qui s'ouvre sur le reggae rock Dey won't. On y trouve aussi une bonne version de It hurts me too.
Le 13 avril 2004, il publie un album « comeback », My Secret Life, son premier album avec de nouvelles chansons depuis 16 ans. Après la mort de John Lee Hooker en 2001, Burdon écrit la chanson Can't Kill the Boogieman. Mi-2005, il sort un album en public : Athens Traffic et, au début de l'année 2006, il retourne aux sources du blues avec un nouvel album studio Soul of a Man. À 71 ans, Burdon enregistre un EP avec le groupe de garage originaire de Cincinnati, The Greenhornes intitulé Eric Burdon and the Greenhornes.
En 2013, Eric Burdon publie un nouvel album solo intitulé, Til Your River Runs Dry. Le single qui en est extrait, Water, s'inspire d'une conversation qu'il a eue avec l'ancien premier ministre soviétique Mikhail Gorbachev.
En 2019, le documentaire de Hannes Rossacher, Eric Burdon, rock’n’roll animal, evoque sa carrière et, outre de nombreuses anecdotes sur l'histoire du rock, montre son influence sur d'autres musiciens tels que Patti Smith, Bruce Springsteen, Sting, qui lui rendent hommage. Dans ce documentaire Burdon exprime ses rancœurs envers Alan Price qui se serait  approprié la paternité du titre le plus célèbre des Animals : House of the Rising Sun. Cependant,  le folk-singer Dave Van Ronk, qui avait arrangé la chanson à la fin des années 1950, son arrangement servant de base à celui des Animals, et reproché à Bob Dylan de l’avoir enregistrée sans lui demander la permission, envisagea plus tard,  lorsqu'en 1964 la version des Animals devint un succès international, de les poursuivre, mais, raconte-t-il, « je découvris qu’il était impossible de protéger un arrangement par copyright » (Dave Van Ronk (avec Elijah Wald), Manhattan Folk Story, Robert Laffont 2013, pages 285-289).
Il a donné son dernier concert en France,  à l'Olympia le 8 octobre 2019.

## Discographie
- 1967 : Winds of Change
- 1968 : The Twain Shall Meet
- 1970 : Eric Burdon Declares War
- 1971 : Black Man's Burdon
- 1971 : Guilty!
- 1974 : Sun Secrets
- 1975 : Stop
- 1977 : Survivor
- 1980 : Darkness, Darkness
- 1980 : The Last Drive
- 1982 : The Comeback Soundtrack
- 1983 : Ark
- 1983 : Power Company
- 1984 : Rip It to Shreds : The Greatest Hits Live
- 1985 : That's Live
- 1988 : Wicked Man
- 1988 : I Used to Be an Animal
- 1992 : Good Times
- 1993 : Access All Areas
- 1995 : Lost Within the Halls of Fame
- 1996 : Beast of burdon
- The Official Live Bootleg (1998, 2000, 2001)
- 2002 : Live In Seattle
- 2004 : My Secret Life
- 2005 : Athens Traffic (live)
- 2006 : Soul of a Man
- 2013 : Til Your River Turns Dry

## Filmographie
- 1964 : Get Yourself a College Girl
- 1964 : Whole Lotta Shakin'
- 1965 : Pop Gear
- 1965 : The Dangerous Christmas of Red Riding Hood
- 1967 : World Of The Animals
- 1967 : The War
- 1967 : It's a Bikini World
- 1967 : Tonite Let's Make All Love in London
- 1968 : All My Loving
- 1968 : Monterey Pop
- 1973 : Mirage (jamais tourné)
- 1975 : Hu-Man
- 1979 : 11th Victim
- 1980 : Gibbi
- 1982 : Comeback
- 1991 : The Doors
- 1999 : Snow on New Year's Eve
- 2001 : Plaster Caster
- 2001 : Screamin' Jay Hawkins: I Put a Spell on Me
- 2003 : Fabulous Shiksa In Distress
- 2003 : Yes, You Can Go Home
- 2007 : The Blue Hour
- 2008 : Nowhere Now: The Ballad of Joshua Tree
- 2010 : Remembering Nigel
- 2019 : Eric Burdon, rock’n’roll animal

## Œuvres écrites
- (en) I Used to Be an Animal, but I'm All Right Now. Faber and Faber, 1986.  (ISBN 0-571-13492-0).
- (en) Don't Let Me Be Misunderstood: A Memoir (avec deux coauteurs). Thunder's Mouth Press, 2001.  (ISBN 1-56025-330-4).